# К̊
Cette page contient des caractères spéciaux ou non latins. S’ils s’affichent mal (▯, ?, etc.), consultez la page d’aide Unicode.
К̊ (minuscule : к̊), appelé ka rond suscrit, est une lettre additionnelle de l’alphabet cyrillique utilisée en yazgoulami. Elle est composée du ka ‹ К › diacrité d’un rond en chef.

## Représentation informatique
Le ka rond suscrit peut être représenté avec les caractères Unicode suivants :
- décomposé (cyrillique, diacritiques) :

| formes    | représentations | chaînes de caractères | points de code | descriptions                                            |
| --------- | --------------- | --------------------- | -------------- | ------------------------------------------------------- |
| capitale  | К̊               | К◌̊                    | U+041A U+030A  | lettre majuscule cyrillique ka diacritique rond en chef |
| minuscule | к̊               | к◌̊                    | U+043A U+030A  | lettre minuscule cyrillique ka diacritique rond en chef |

## Sources
- (en) « Yazghulami Dictionary », sur Webonary